# Епідемія чуми в Лондоні у 1563 році
Епідемія чуми в Лондоні у 1563 році (англ. 1563 London plague) — епідемія чуми в Лондоні упродовж 1563 року. Зафіксовано, що принаймні 20 136 людей у Лондоні та прилеглих парафіях померли під час епідемії. Загалом близько 24 % населення Лондона загинуло, при цьому чума уразила парафії та околиці Лондона, які мали проблеми санітарного характеру.

## Передумови епідемії
Починаючи з другої пандемії чуми «Чорна смерть» (XIV століття) великі епідемії хвороби охоплювали Лондон приблизно кожні 20-30 років, вбиваючи щоразу близько 20 % населення. У 1563 році Лондонське Сіті було переповнене, антисанітарне та мало контролювалось. Королева Єлизавета I царювала вже 5 років, і уряд боровся зі зростанням населення. Хоча санітарний стан міста був постійною проблемою, у Лондоні на той час більше десятка років чуми не було, і багато лондонців тоді не турбувалися про цю хворобу. Це змінилося в 1563 році, коли в Дербі, Лестері та Лондоні раптово вибухнула чума з такою швидкістю, що хвороба поширилася на англійських вояків, які перебували у гарнізоні в Гаврі, послабивши їх і спричинивши капітуляцію французьких військ.

## Розвиток епідемії
Перші випадки чуми з'явилися в червні. Згідно з рукописами антиквара та історика Джона Стоу (англ. John Stow) щотижневі звіти про загальну смертність за 1563 рік показали перші 17 зареєстрованих смертей від чуми за тиждень, який закінчився 12 червня. Єлизавета I почала разом з урядом передавати свої негласні настанови з боротьби проти епідемії для народу через церкву. Священникам і церковним кураторам було доручено наказати парафіянам, які перебувають в контакті з хворими на чуму, не приходити до церкви до кількох тижнів після того, як контактні помруть або одужають. Для боротьби з епідемією на місцевому рівні було вжито жорстких заходів, як от розмальовування синіми хрестами будинків інфікованих. Оголошені урядові розпорядження вбити та поховати всіх бездомних котів та собак «для уникнення чуми», спеціальні офіцери призначалися робити відбракування.
Багато людей до того часу вважали, що чуму спричинює вдихання поганого повітря, відомого як «міазма». У чергових доброзичливих, але ймовірно неефективних зусиллях з очищення Лондона, 9 липня Рада королеви Єлизавети I видала наказ, що всі домогосподарки о сьомій вечора повинні розводити багаття на вулицях, щоб випалювати «міазму».
Протягом наступних кількох тижнів випадки почали неухильно збільшуватися, і за тиждень, який закінчився 3 липня, чума вбила 131 лондонців, а до 30 липня різко зросла до кількох сотень смертей. Лікар Вільям Буллен записав свідчення жебрака, який бачив, як тікали від епідемії: «Я зустрічався з екіпажами, возами та конями, наповненими молодими баранами в жаху від чорної чуми…» Міські квартали в межах Стіни Лондона були одними з найбільш постраждалих від епідемії 1563 року, з найбільш постраждалими районами — парафією Сен-Пулкар, провулків Фліт Дітч Турнагейн і Сікол. Парафія Сен-Пулкара була найбільш постраждалою територією, яка мала велику кількість гнилих овочів, фруктів і бруду на провулках, що приваблювало пацюків. Території навколо річки Фліт були відомі тим, що були перенаселені, у поганому санітарно-гігієнічному стані, тож чума сильно поширилася в цих районах.
Лондонський лікар того часу, доктор Гейнс, відомий тим, що часто посилався на Галена та цитувався тодішнім урядом за це, помер 23 липня від чуми. Інший лікар, доктор Джон Джонс, захворів на чуму після перебування в будинку хворої людини, але видужав.
Оскільки кількість загиблих у Лондоні зросла, страх перед чумою став відчутним у королівському дворі. 21 серпня лорд Берлі склав наказ королеви Єлизавети I про вивезення леді Кетрін Грей і графа Гертфорда з Тауера через «великий страх, що [чума] може проникнути в наш згаданий Тауер». До кінця серпня майже 1000 лондонців помирали щотижня, а в Лондоні ширилася паніка. Єлизавета I і Королівська рада вирішили повністю уникати Лондонського Сіті. Королева перенесла королівський двір у Віндзорський замок і наказала встановити шибеницю на міській площі, погрожуючи повісити кожного, хто вирушить за ними з Лондона. Вона завбачливо заборонила перевезення вантажів до замку з Лондона, оскільки теж боялася заразитися. Благочестива королева також написала архієпископу Йоркському, щоб рекомендувати загальну молитву та піст для прискорення «лікування і пом'якшення» чуми в королівстві.
З 27 серпня по 1 жовтня щотижня вмирало в середньому 1449 людей, що досягло максимуму в 1828 смертей від чуми в Лондоні за тиждень, який закінчився 1 жовтня 1563 року. Життя та статки людей страшенно постраждали, тому що багато їх замкнулося в будинках. Один очевидець розповів, що в Лондоні стало настільки тихо, що кожен день нагадував неділю і на вулицях почала рости трава. Багато мешканців були змушені жебракувати або красти їжу і гроші, бо епідемія погано вплинула на торгівлю.

## Кінець епідемії
Епідемія вщухла протягом зимових місяців, оскільки пацюки та їхні блохи ховаються від снігу. До 2 грудня кількість смертей знизилася до 178 на тиждень, і Королівська рада випустила наказ про те, що жоден із будинків, де перебували хворі на чуму, не можна здавати в оренду. Смерті продовжували знижуватися до 13-го тижня, який закінчився 21 січня 1564 року, перш ніж чума повністю зникла з міста.
Чума і надалі спричиняла епідемії в Лондоні аж до 1660-х років.